# Långasjön (Kyrkhults socken, Blekinge, 625808-141985)
Långasjön är en sjö i Olofströms kommun i Blekinge och ingår i Skräbeåns huvudavrinningsområde.